# A Magyar Honvédség szervezeti felépítése és egységei
A Honvédelmi Minisztérium vezetése
- Honvédelmi Miniszter
- Kabinetfőnök
- Közigazgatási Államtitkár
- Parlamenti Államtitkár

A Honvédelmi Minisztérium szervezeti elemei:
Miniszteri Kabinet (élén a Kabinetfőnök)
- Katonai Hagyományőrző és Hadisírgondozó Osztály

A Közigazgatási Államtitkár (KÁT) alárendeltjei:
- KÁT Titkárság
- Tervezési és Koordinációs Főosztály
- Humánpolitikai Főosztály
- Belső Ellenőrzési Főosztály
- Jogi és Igazgatási Ügyekért Felelős Helyettes Államtitkár (HÁT)
  - Jogi Főosztály
  - Igazgatási és Jogi Képviseleti Főosztály
- Védelempolitikáért és Védelmi Tervezésért Felelős HÁT
  - Védelempolitikai Főosztály
  - Védelmi Tervezési Főosztály
  - Nemzetközi Együttműködési és Fegyverzetellenőrzési Hivatal
- Védelemgazdaságért Felelős HÁT
  - Gazdasági Tervezési és Szabályozási Főosztály
  - Vagyonfelügyeleti Főosztály
  - Kontrolling Főosztály

A Parlamenti Államtitkár (PÁT) alárendeltjei:
- PÁT Titkárság
- Parlamenti Iroda
- Társadalmi Kapcsolatok Iroda

A HM háttérintézményei:
- Katonai Nemzetbiztonsági Szolgálat
- Nemzeti Közszolgálati Egyetem, Hadtudományi és Honvédtisztképző Kar
- HM Tábori Lelkészi Szolgálat
- HM Védelemgazdasági Hivatal
- Hadtörténeti Intézet és Múzeum
- Kratochvill Károly Honvéd Középiskola és Kollégium
- Állandó NATO Képviselet, Brüsszel, Védelempolitikai Részleg
- Állandó EBESZ Képviselet, Katonai Képviselet

A HM érdekeltségébe tartozó gazdasági társaságok:
- HM Rekreációs és Kulturális Közhasznú Nonprofit Kft.
- HM Zrínyi Kommunikációs Szolgáltató Közhasznú Nonprofit Kft.
- HM ARMCOM Kommunikációtechnikai Zrt.
- HM Arzenál Elektromechanikai Zrt.
- HM CURRUS Gödöllő Harcjárműtechnikai Zrt.
- HM Elektronikai, Logisztikai és Vagyonkezelő Zrt.

A Magyar Honvédség Parancsnoksága (2019 január 1-jei hatállyal alakult a Honvédelmi Minisztérium szervezetéből kivált Honvéd Vezérkar és az MH ÖHP összevonásával, Székesfehérvár helyőrséggel, Budapesti szervezeti elemekkel):
- A Magyar Honvédség parancsnoka (HVKF) alárendeltjei
  - a Magyar Honvédség parancsnokának helyettese (HVKF h.)
  - a Magyar Honvédség Parancsnoksága törzsfőnöke
  - a Magyar Honvédség vezénylőzászlósa
  - Haderőnemi Szemlélőségek:
    - Haderőnemi Szemlélőség (szárazföld)
    - Haderőnemi Szemlélőség (légierő)
    - Haderőnemi Szemlélőség (logisztika)
    - Haderőnemi Szemlélőség (különleges műveleti)
    - Haderőnemi Szemlélőség (kibervédelmi)
    - Csoportfőnökségek:
      - Személyzeti Csoportfőnökség (J1)
      - Hadműveleti Csoportfőnökség (J3)
      - Logisztikai és Gazdálkodási Csoportfőnökség (J4)
      - Haderőtervezési Csoportfőnökség (J5)
      - Infokommunikációs és Információvédelmi Csoportfőnökség (J6)
      - Kiképzési Csoportfőnökség (J7)

    - Parancsnoki Iroda

A Magyar Honvédség Parancsnoksága (Székesfehérvár) alárendelt szervezetei:
- MH 2. vitéz Bertalan Árpád Különleges Rendeltetésű Dandár (Szolnok)
- MH 5. Bocskai István Lövészdandár (Debrecen, Hódmezővásárhely, Hajdúhadház)
- MH 25. Klapka György Lövészdandár (Tata)
- MH vitéz Szentgyörgyi Dezső 101. Repülődandár (Kecskemét)
- MH 86. Szolnok Helikopterbázis (Szolnok)
- MH Légi Műveleti Vezetési és Irányítási Központ (2020 augusztus 1-jei hatállyal alakult az MH LVIK és az MH 54. Veszprém Radarezred jogutód szervezeteként Veszprém helyőrséggel, alegységei Veszprémbe, Békéscsabán, Medinán, Bánkúton, Kupon és Jután települnek)
- MH Vitéz Szurmay Sándor Budapest Helyőrség Dandár (Budapest)
- MH 24. Bornemissza Gergely Felderítő Ezred (Debrecen)
- MH 12. Arrabona Légvédelmi Rakétaezred (Győr)
- MH 1. Honvéd Tűzszerész és Hadihajós Ezred (Budapest)
- MH 37. II. Rákóczi Ferenc Műszaki Ezred (Szentes)
- 43. Nagysándor József Híradó és Vezetéstámogató Ezred (Székesfehérvár)
- MH 64. Boconádi Szabó József Logisztikai Ezred (Kaposvár)
- MH Civil-katonai Együttműködési és Lélektani Műveleti Központ (Szentendre)
- MH 47. Bázisrepülőtér (Pápa)
- MH 93. Petőfi Sándor Vegyivédelmi Zászlóalj (Székesfehérvár)
- MH Tartalékképző és Támogató Parancsnokság (Budapest)
  - MH 2. Vitéz Vattay Antal Területvédelmi Ezred (Nyíregyháza)
  - MH 6. Sipos Gyula Területvédelmi Ezred (Székesfehérvár)
  - MH Anyagellátó Raktárbázis (2013 június 23-ai hatállyal alakult az MH VEK és az MH LEK jogutód szervezeteként Budapest Helyőrséggel)
  - MH Geoinformációs Szolgálat (Budapest)
  - MH Görgei Artúr Vegyivédelmi Információs Központ (Budapest)
  - MH Katonai Igazgatási és Központi Nyilvántartó Parancsnokság (Budapest)
  - MH Katonai Közlekedési Központ (Budapest)
  - MH Katonai Rendészeti Központ (Budapest)
  - MH Légijármű Javítóüzem (Kecskemét)
  - MH Szentendrei Helyőrségtámogató Parancsnokság (Szentendre)
- MH Transzformációs Parancsnokság (2020 augusztus 1-jei hatállyal alakult Szentendre helyőrséggel)
  - MH Altiszti Akadémia (Szentendre)
  - MH Béketámogató Kiképző Központ (Szolnok)
  - MH Bakony Harckiképző Központ (Várpalota, Bakonykút, Hajmáskér, Újdörögd, Táborfalva)
  - MH Ludovika Zászlóalj (Budapest)

Missziók
- MH EUFOR (EUFOR - Bosznia-Hercegovina, Szarajevó)
- MH KFOR (KFOR - Koszovó, Pristina és Peć)
- Egyedi beosztások

Magyar egységek más nemzetekkel közös szervezetben
- Magyar–Román Közös Békefenntartó Zászlóalj